# Robert I của Pháp
Robert I (15 tháng 8 năm 866 – 15 tháng 6 năm 923), Vua Tây Francia (922–923), là con út của Robert Can Trường, Bá tước Anjou, và là anh của Odo, Vua Tây Frank vào năm 888. Tây Francia phát triển qua một thời gian thì trở thành nước Pháp; dưới thời Odo, thủ đô được cố định trên Paris, là một bước tiến lớn vào thời đó. Gia đình ông còn được biết đến với tên gọi là Robertians.
Ông từng tham gia Cuộc vây hãm Paris trong năm 885. Được Odo bổ nhiệm cai trị một vài quận, bao gồm Quận Paris, và giữ chức Trưởng tu viện có quyền hưởng bổng lộc của giáo sĩ trên nhiều tu viện, Robert cũng được bảo đảm trao cho chức vụ Dux Francorum, là chức vụ quân sự có tầm quan trọng cao. Ông không đòi vương miện của Tây Francia khi anh trai của ông qua đời năm 898, nhưng công nhận uy quyền của các vua Vương triều Caroling, tức Charles III của Pháp, ông đã được nhà vua xác nhận chức vụ và tài sản của mình, sau đó ông tiếp tục bảo vệ miền Bắc Francia từ các cuộc tấn công của người Norse.
Quan hệ hòa bình giữa nhà vua và các chư hầu mạnh mẽ của Charles III đã không bị xáo trộn nghiêm trọng cho đến khoảng năm 921. Các quy tắc của Charles, đã bị chính ông làm xáo trộn khi ông quá thiên vị cho viên quan thân tín trong triều là Hagano, làm dấy lên lòng căm giận của một số quý tộc, được sự hỗ trợ của nhiều giáo sĩ và một số quý tộc người Frank mạnh mẽ nhất, Robert dần dần nắm hết mọi quyền hành của triều đình và đầy Charles ra Lorraine, sau đó ông tự mình lên ngôi vua Franks Dux Francorum ở Rheims ngày 29 tháng 6 năm 922. Không cam chịu cảnh tù đày, Charles thu thập lại quân đội, và hành quân chống lại kẻ cướp ngôi, vào ngày 15 tháng 6 năm 923, trong một trận chiến ác liệt và đẫm máu gần Soissons, Robert đã bị giết, theo truyền thống một đối một với đối thủ của mình. Tuy nhiên quân đội của ông cũng đã giành được chiến thắng, và bắt Charles làm tù binh.
Robert đã kết hôn hai lần. Người vợ đầu tiên của ông là Aelis, sinh cho ông hai người con gái. Mỗi cuộc kết hôn sau này đều do những chư hầu đầy quyền thế sắp xếp với cha ông như Emma của Pháp (894-935) con gái của Rudolph, Công tước Burgundy, và Hildebranda (895-931) con gái của Herbert II xứ Vermandois. Và người vợ thứ hai là Béatrice của Vermandois, con gái của Herbert I xứ Vermandois, hạ sinh cho ông đứa con trai duy nhất, Hugh Vĩ Đại, người sau này là Dux Francorum và là cha của Vua Hugh Capet, và một đứa con gái là Richilda. Ngoài ra ông còn có một số đứa con khác.